# Bitwa pod Santarém
Bitwa pod Santarém – zdobycie twierdzy Santarém przez Portugalczyków, które miało miejsce w roku 1147 w okresie Rekonkwisty. 
Położona 80 km na północny wschód od Lizbony twierdza Maurów – Santarém była jedną z najpotężniejszych na Półwyspie Pirenejskim. Potężna twierdza osłonięta rzeką Tag od wschodu oraz wzgórzami od południa blokowała wojskom chrześcijańskim dostęp do Lizbony. Król portugalski, Alfons I, w marcu 1147 r. pomaszerował na czele niewielkiego oddziału rycerstwa pod Santarém. Pod osłoną nocy chrześcijanie rozpoznali siły przeciwnika w twierdzy. Nocą 15 marca rycerze Alfonsa I weszli niezauważeni po drabinach na mury i otworzyli bramy, wpuszczając resztę armii. Portugalczycy zaskoczyli Maurów całkowicie, wycinając większość z nich. Nieliczni, którzy uniknęli rzezi, ratowali się ucieczką z twierdzy. 